# Campeonato Sul-Americano de Clubes de Voleibol Feminino de 2023
O Campeonato Sul-Americano de Clubes de Voleibol Feminino de 2023 foi a vigésima terceira edição do torneio organizado anualmente pela Confederação Sul-Americana de Voleibol (CSV), previsto para ser disputado entre os dias 10 e 14 de maio de 2023, no Ginásio Oranides Borges do Nascimento (Arena Praia), localizada na cidade de Uberlândia. O torneio foi classificatório para edição do Campeonato Mundial de Clubes de 2023.
O anfitrião Praia Clube conquistou o bicampeonato continental de forma invicta ao derrotar na final o Minas TC. Completando o pódio o Sesi/Vôlei Bauru venceu na disputa pelo bronze o Regatas Lima. A ponteira dominicana Brayelin Martínez além de ser premiada em sua função, foi nomeada a melhor jogadora da competição (MVP).

## Direitos de transmissão
As partidas foram transmitidas pelo canal do Youtube Canal Voleysur e no site oficial da CSV. As partidas a partir da fase semifinal também foram transmitidas pelo canal fechado SporTV.

## Formato de disputa
Para a classificação dentre dos grupos na primeira fase, o placar de 3–0 ou 3–1 garantiu três pontos para a equipe vencedora e nenhum para a equipe derrotada; já o placar de 3–2 garantiu dois pontos para a equipe vencedora e um para a perdedora.
As duas equipes melhores classificadas de cada grupo na fase classificatória avançaram para as semifinais, desta fase se definiu a disputa final pelo título e a disputa do terceiro lugar, enquanto os terceiros colocados disputaram o quinto lugar na classificação final e quarta colocada finalizou em sétimo lugar geral.

## Participantes
As seguintes equipes foram qualificadas para a disputa do Campeonato Sul-Americano de Clubes de 2023:
| Equipe           | País    | Forma de Classificação                              | Títulos                    |
| ---------------- | ------- | --------------------------------------------------- | -------------------------- |
| Praia Clube      | Brasil  | Representante da cidade-sede                        | 1 (2021)                   |
| Sesi/Vôlei Bauru | Brasil  | Terceiro colocado da Superliga Brasileira A 2021–22 | 0 (não possui)             |
| Minas TC         | Brasil  | Campeão da da Superliga Brasileira A 2021–22        | 4 (2018, 2019, 2020, 2022) |
| Regatas Lima     | Peru    | Campeão do Campeonato Peruano de 2021–22            | 0 (não possui)             |
| Boston College   | Chile   | Campeão do Campeonato Chileno de 2022               | 0 (não possui)             |
| Club Olympic     | Bolívia | Campeão do Campeonato Boliviano de 2022             | 0 (não possui)             |
| Juan Ferreira    | Uruguai | Campeão da Super Liga Uruguaia de 2022              | 0 (não possui)             |

## Fase classificatória

### Grupo A
Classificação
|  |                                                    |
|  | Equipes classificadas para as semifinais           |
|  | Equipe classificada para a disputa do quinto lugar |

|     |                |     | Jogos | Jogos | Jogos | Resultados | Resultados | Resultados | Resultados | Resultados | Resultados | Sets | Sets | Sets  | Pontos | Pontos | Pontos |
| Pos | Equipe         | Pts | T     | V     | D     | 3–0        | 3–1        | 3–2        | 2–3        | 1–3        | 0–3        | V    | P    | R     | V      | P      | R      |
| --- | -------------- | --- | ----- | ----- | ----- | ---------- | ---------- | ---------- | ---------- | ---------- | ---------- | ---- | ---- | ----- | ------ | ------ | ------ |
| 1   | Praia Clube    | 6   | 2     | 2     | 0     | 1          | 1          | 0          | 0          | 0          | 0          | 6    | 1    | 6,000 | 174    | 118    | 1.475  |
| 2   | Regatas Lima   | 2   | 2     | 1     | 1     | 0          | 0          | 1          | 0          | 1          | 0          | 4    | 5    | 0.800 | 177    | 191    | 0.927  |
| 3   | Boston College | 1   | 2     | 0     | 2     | 0          | 0          | 0          | 1          | 0          | 1          | 2    | 6    | 0.333 | 146    | 188    | 0.777  |

Resultados
| 10 de maio de 2023 18:00 Relatório | Praia Clube | 3 — 0             | Boston College | Arena Praia, Uberlândia Árbitro(s): BRA Andreza Nogueira Misquita BRA Ivan Eustáquio Couto Cardoso BRA Jeferson David Almeida (AV) |
| 10 de maio de 2023 18:00 Relatório | 25          | Set 1 Set 2 Set 3 | 21 16 17       | Arena Praia, Uberlândia Árbitro(s): BRA Andreza Nogueira Misquita BRA Ivan Eustáquio Couto Cardoso BRA Jeferson David Almeida (AV) |

| 11 de maio de 2023 18:00 Relatório | Praia Clube | 3 — 1                   | Regatas Lima | Arena Praia, Uberlândia Árbitro(s): BRA Jeferson David Almeida BRA Andreza Nogueira Misquita BRA (AV) |
| 11 de maio de 2023 18:00 Relatório | 25 24 25    | Set 1 Set 2 Set 3 Set 4 | 14 26 14 10  | Arena Praia, Uberlândia Árbitro(s): BRA Jeferson David Almeida BRA Andreza Nogueira Misquita BRA (AV) |

| 12 de maio de 2023 18:00 Relatório | Regatas Lima | 3 — 2                         | Boston College | Arena Praia, Uberlândia Árbitro(s): BRA Andreza Nogueira Misquita BRA André Luiz da Silva Costa CHI Gonzalo Flores (AV) |
| 12 de maio de 2023 18:00 Relatório | 23 25 17     | Set 1 Set 2 Set 3 Set 4 Set 5 | 25 13 14 15    | Arena Praia, Uberlândia Árbitro(s): BRA Andreza Nogueira Misquita BRA André Luiz da Silva Costa CHI Gonzalo Flores (AV) |

### Grupo B
Classificação
|  |                                                    |
|  | Equipes classificadas às semifinais                |
|  | Equipe classificada para a disputa do quinto lugar |

|     |                  |     | Jogos | Jogos | Jogos | Resultados | Resultados | Resultados | Resultados | Resultados | Resultados | Sets | Sets | Sets  | Pontos | Pontos | Pontos |
| Pos | Equipe           | Pts | T     | V     | D     | 3–0        | 3–1        | 3–2        | 2–3        | 1–3        | 0–3        | V    | P    | R     | V      | P      | R      |
| --- | ---------------- | --- | ----- | ----- | ----- | ---------- | ---------- | ---------- | ---------- | ---------- | ---------- | ---- | ---- | ----- | ------ | ------ | ------ |
| 1   | Minas TC         | 9   | 3     | 3     | 0     | 3          | 0          | 0          | 0          | 0          | 0          | 9    | 0    | MAX   | 225    | 132    | 1.705  |
| 2   | Sesi/Vôlei Bauru | 6   | 3     | 2     | 1     | 2          | 0          | 0          | 0          | 0          | 1          | 6    | 3    | 2,000 | 217    | 126    | 1.722  |
| 3   | Club Olympic     | 3   | 3     | 1     | 2     | 0          | 1          | 0          | 0          | 0          | 2          | 3    | 7    | 0.429 | 159    | 215    | 0.740  |
| 4   | Juan Ferreira    | 0   | 3     | 0     | 3     | 0          | 0          | 0          | 0          | 1          | 2          | 1    | 9    | 0.111 | 113    | 244    | 0.463  |

Resultados
| 10 de maio de 2023 16:00 Relatório | Sesi/Vôlei Bauru | 3 — 0             | Juan Ferreira | Arena Praia, Uberlândia Árbitro(s): PER Rocío Huarcaya López BRA Jeferson David Almeida BRA (AV) |
| 10 de maio de 2023 16:00 Relatório | 25               | Set 1 Set 2 Set 3 | 10 5          | Arena Praia, Uberlândia Árbitro(s): PER Rocío Huarcaya López BRA Jeferson David Almeida BRA (AV) |

| 10 de maio de 2023 20:00 Relatório | Minas TC | 3 — 0             | Club Olympic | Arena Praia, Uberlândia Árbitro(s): CHI Gonzalo Flores BRA André Luiz da Silva Costa BRA Ivan Eustáquio Couto Cardoso (AV) |
| 10 de maio de 2023 20:00 Relatório | 25       | Set 1 Set 2 Set 3 | 14 10        | Arena Praia, Uberlândia Árbitro(s): CHI Gonzalo Flores BRA André Luiz da Silva Costa BRA Ivan Eustáquio Couto Cardoso (AV) |

| 11 de maio de 2023 16:00 Relatório | Juan Ferreira | 1 — 3                   | Club Olympic | Arena Praia, Uberlândia Árbitro(s): BRA André Luiz da Silva Costa CHI Gonzalo Flores BRA Andreza Nogueira Misquita (AV) |
| 11 de maio de 2023 16:00 Relatório | 14 13 25 13   | Set 1 Set 2 Set 3 Set 4 | 25 19 25     | Arena Praia, Uberlândia Árbitro(s): BRA André Luiz da Silva Costa CHI Gonzalo Flores BRA Andreza Nogueira Misquita (AV) |

| 11 de maio de 2023 20:00 Relatório | Minas TC | 3 — 0             | Sesi/Vôlei Bauru | Arena Praia, Uberlândia Árbitro(s): BRA Ivan Eustáquio Couto Cardoso PER Rocío Huarcaya López BRA Jeferson David Almeida (AV) |
| 11 de maio de 2023 20:00 Relatório | 25       | Set 1 Set 2 Set 3 | 22 23            | Arena Praia, Uberlândia Árbitro(s): BRA Ivan Eustáquio Couto Cardoso PER Rocío Huarcaya López BRA Jeferson David Almeida (AV) |

| 12 de maio de 2023 16:00 Relatório | Sesi/Vôlei Bauru | 3 — 0             | Club Olympic | Arena Praia, Uberlândia Árbitro(s): CHI Gonzalo Flores BRA Jeferson David Almeida BRA (AV) |
| 12 de maio de 2023 16:00 Relatório | 25               | Set 1 Set 2 Set 3 | 11 6 12      | Arena Praia, Uberlândia Árbitro(s): CHI Gonzalo Flores BRA Jeferson David Almeida BRA (AV) |

| 12 de maio de 2023 20:00 Relatório | Minas TC | 3 — 0             | Juan Ferreira | Arena Praia, Uberlândia Árbitro(s): PER Rocío Huarcaya López BRA Ivan Eustáquio Couto Cardoso BRA (AV) |
| 12 de maio de 2023 20:00 Relatório | 25       | Set 1 Set 2 Set 3 | 8 19 4        | Arena Praia, Uberlândia Árbitro(s): PER Rocío Huarcaya López BRA Ivan Eustáquio Couto Cardoso BRA (AV) |

## Fase final
|  | Semifinais         | Semifinais         |   |                    | Final              | Final |  |
|  |                    |                    |   |                    |                    |       |  |
|  | 13 de maio – 20:30 |                    |   |                    |                    |       |  |
|  | Praia Clube        | 3                  |   |                    |                    |       |  |
|  | Sesi/Vôlei Bauru   | 0                  |   |                    |                    |       |  |
|  |                    |                    |   |                    |                    |       |  |
|  |                    |                    |   |                    | 14 de maio – 20:00 |       |  |
|  |                    |                    |   |                    | Praia Clube        | 3     |  |
|  |                    | Minas TC           | 2 |                    |                    |       |  |
|  |                    |                    |   |                    |                    |       |  |
|  |                    |                    |   |                    |                    |       |  |
|  |                    |                    |   |                    | Terceiro lugar     |       |  |
|  | 13 de maio – 18:00 | 13 de maio – 18:00 |   | 14 de maio – 17:30 | 14 de maio – 17:30 |       |  |
|  | Minas TC           | 3                  |   | Sesi/Vôlei Bauru   | 3                  |       |  |
|  | Regatas Lima       | 0                  |   |                    | Regatas Lima       | 0     |  |

### Disputa pelo 5º lugar
| 13 de maio de 2023 15:00 [ Relatório] | Club Olympic | 1 — 3                   | Boston College | Arena Praia, Uberlândia Árbitro(s): BRA Jeferson David Almeida BRA Andreza Nogueira Misquita BRA (AV) |
| 13 de maio de 2023 15:00 [ Relatório] | 25 21 20 15  | Set 1 Set 2 Set 3 Set 4 | 18 25          | Arena Praia, Uberlândia Árbitro(s): BRA Jeferson David Almeida BRA Andreza Nogueira Misquita BRA (AV) |

### Semifinais
| 13 de maio de 2023 18:00 Relatório | Minas TC | 3 — 0             | Regatas Lima | Arena Praia, Uberlândia Árbitro(s): BRA André Luiz da Silva Costa CHI Gonzalo Flores BRA (AV) |
| 13 de maio de 2023 18:00 Relatório | 25       | Set 1 Set 2 Set 3 | 19 17 18     | Arena Praia, Uberlândia Árbitro(s): BRA André Luiz da Silva Costa CHI Gonzalo Flores BRA (AV) |

| 13 de maio de 2023 20:30 Relatório | Praia Clube | 3 — 0             | Sesi/Vôlei Bauru | Arena Praia, Uberlândia Árbitro(s): BRA Ivan Eustáquio Couto Cardoso PER Rocío Huarcaya López BRA (AV) |
| 13 de maio de 2023 20:30 Relatório | 25          | Set 1 Set 2 Set 3 | 16 14 19         | Arena Praia, Uberlândia Árbitro(s): BRA Ivan Eustáquio Couto Cardoso PER Rocío Huarcaya López BRA (AV) |

### Disputa pelo 3º lugar
| 14 de maio de 2023 17:30 Relatório | Sesi/Vôlei Bauru | 3 — 0             | Regatas Lima | Arena Praia, Uberlândia Árbitro(s): CHI Gonzalo Flores BRA Ivan Eustáquio Couto Cardoso BRA (AV) |
| 14 de maio de 2023 17:30 Relatório | 25               | Set 1 Set 2 Set 3 | 20 15 22     | Arena Praia, Uberlândia Árbitro(s): CHI Gonzalo Flores BRA Ivan Eustáquio Couto Cardoso BRA (AV) |

### Final
| 14 de maio de 2023 20:00 Relatório | Praia Clube    | 3 — 2                         | Minas TC | Arena Praia, Uberlândia Árbitro(s): BRA Andreza Nogueira Misquita BRA André Luiz da Silva Costa PER Rocío Huarcaya López(AV) |
| 14 de maio de 2023 20:00 Relatório | 25 17 27 12 15 | Set 1 Set 2 Set 3 Set 4 Set 5 | 16 25 11 | Arena Praia, Uberlândia Árbitro(s): BRA Andreza Nogueira Misquita BRA André Luiz da Silva Costa PER Rocío Huarcaya López(AV) |

## Classificação final
| Posição | Equipe           | Classificação                        |
| ------- | ---------------- | ------------------------------------ |
|         | Praia Clube      | Campeonato Mundial de Clubes de 2023 |
|         | Minas TC         | Campeonato Mundial de Clubes de 2023 |
|         | Sesi/Vôlei Bauru |                                      |
| 4       | Regatas Lima     |                                      |
| 5       | Boston College   |                                      |
| 6       | Club Olympic     |                                      |
| 7       | Juan Ferreira    |                                      |

## Premiações
| Campeonato Sul-Americano de Clubes de 2023 |
| Brasil                                     |
| ------------------------------------------ |
| Praia Clube Campeão (2.º título)           |

### Individuais
A seleção do campeonato foi composta pelas seguintes jogadoras:
- MVP (Most Valuable Player):  Brayelin Martínez (PC)
- Melhor da partida final:  Cláudia Bueno (PC)